# Veda Ann Borg
Veda Ann Borg (Boston, 11 gennaio 1915 – Los Angeles, 16 agosto 1973) è stata un'attrice statunitense.

## Biografia
Nata a Boston da Gottfried Borg, un immigrato svedese, e da Minna Noble, Veda Ann Borg fece la modella e nel 1936 firmò un contratto con la Paramount Pictures, nonostante non avesse alcuna esperienza di recitazione. I funzionari della casa produttrice decisero di ribattezzarla Ann Noble, ma la Borg rifiutò e mantenne il suo nome e cognome di battesimo.
Apparve in oltre cento film, tra i quali sono da ricordare il melodramma Il romanzo di Mildred (1945), le commedie L'intraprendente signor Dick (1947) e Il nipote picchiatello (1955), il musical Bulli e pupe (1955), nel ruolo della showgirl amica di Vivian Blaine, e il western La battaglia di Alamo (1960), in cui interpretò il personaggio della cieca Nell Robertson.
Negli anni cinquanta la Borg iniziò a lavorare per il piccolo schermo. Dal 1952 al 1961, apparve in popolari serie come Alfred Hitchcock presenta, General Electric Theatre, The 20th Century-Fox Hour, Bonanza, The Red Skelton Show. All'inizio del 1953, fu la prima attrice a interpretare "Honeybee Gillis" nella serie The Life of Riley, sostituita poco tempo dopo da Marie Brown, poi da Gloria Blondell.
Dopo un primo matrimonio con Paul Herrick (1942), la Borg fu sposata dal 1946 al 1958 con il regista Andrew V. McLaglen, dal quale ebbe un figlio, Andrew Victor McLaglen II (1954-2006). Entrambi i matrimoni terminarono col divorzio. È morta di cancro a Hollywood nel 1973, all'età di 58 anni.

## Filmografia parziale

### Cinema
- Se mi vuoi sposami (Honky Tonk), regia di Jack Conway (1941)
- I vendicatori (The Corsican Brothers), regia di Gregory Ratoff (1941)
- Il tesoro dell'isola (Duke of the Navy), regia di William Beaudine (1942)
- Nasce una stella (Something to Shout About), regia di Gregory Ratoff (1943)
- Il Falco a Hollywood (The Falcon in Hollywood), regia di Gordon Douglas (1944)
- Femmine del mare (Rough, Tough and Ready), regia di Del Lord (1945)
- I predoni della giungla (Jungle Raiders), regia di Lesley Selander (1945)
- Il romanzo di Mildred (Mildred Pierce), regia di Michael Curtiz (1945)
- L'intraprendente signor Dick (The Bachelor and the Bobby-Soxer), regia di Irving Reis (1947)
- Come nacque il nostro amore (Mother Wore Tights), regia di Walter Lang (1947)
- Bionda selvaggia (Blonde Savage), regia di Steve Sekely (1947)
- La bella imprudente (Julia Misbehaves), regia di Jack Conway (1948)
- Chicken Every Sunday, regia di George Seaton (1949)
- Marijuana (Big Jim McLain), regia di Edward Ludwig (1952)
- Mercato di donne (A Perilous Journey), regia di R.G. Springsteen (1953)
- Allegri esploratori (Mister Scoutmaster), regia di Henry Levin (1953)
- Bitter Creek, regia di Thomas Carr (1954)
- Il nipote picchiatello (You're Never Too Young), regia di Norman Taurog (1955)
- Bulli e pupe (Guys and Dolls), regia di Joseph L. Mankiewicz (1955)
- Pistola nuda (Frontier Gambler), regia di Sam Newfield (1956)
- Il tesoro degli aztechi (Naked Gun), regia di Eddie Dew (1956)
- La piovra nera (The Feamakers), regia di Jacques Tourneur (1957)
- La battaglia di Alamo (The Alamo), regia di John Wayne (1960)

### Televisione
- Gianni e Pinotto (The Abbott and Costello Show) – serie TV, 4 episodi (1953)
- General Electric Theater – serie TV, episodi 2x14-2x20 (1954)
- Navy Log – serie TV, episodi 1x08-1x27-2x28 (1955-1957)
- Screen Directors Playhouse – serie TV, episodio 1x21 (1956)
- The 20th Century-Fox Hour – serie TV, episodio 2x19 (1957)
- L'uomo ombra (The Thin Man) – serie TV, episodio 1x06 (1957)
- The Restless Gun – serie TV, episodi 1x05-1x36-2x03 (1957-1958)
- Sugarfoot – serie TV, episodio 1x13 (1958)
- The Rough Riders – serie TV, episodio 1x25 (1959)
- Bonanza – serie TV, episodio 2x20 (1961)

## Doppiatrici italiane
- Renata Marini in Il romanzo di Mildred
- Wanda Tettoni in L'intraprendente signor Dick
- Rina Morelli in Marijuana
- Franca Dominici in Il nipote picchiatello